# Шибаев, Алексей Иванович
Алексе́й Ива́нович Шиба́ев (21 февраля 1915 года — 23 июля 1991 года) — советский партийный, профсоюзный деятель, с 1959 по 1976 годы — первый секретарь Саратовского областного комитета КПСС.

## Биография
Родился в селе Масловка Спасского района Нижегородской области. В 1940 году окончил Горьковский государственный университет. С 1940 по 1943 работал на Горьковском авиационном заводе, с 1943 по 1947 — на Новосибирском авиационном заводе. С 1947 по 1950 — директор Ростовского авиационного завода. С 1950 по 1955 — директор Саратовского авиационного завода.
С 1955 года работает в Саратовском областном комитете КПСС, сначала вторым секретарём, а с 13 июля 1959 — первым секретарём (руководителем). В период его руководства областью были построены новые здания театра оперы и балета, театра драмы, театра кукол «Теремок», автодорожный мост через Волгу, произведена реконструкция Набережной Космонавтов в городе Саратове, электрифицирован Саратовский железнодорожный узел для движения городских электропоездов, широкое развитие получило переселение жителей города из ветхого и барачного жилого фонда в современные дома.
В 1976—1982 годах — председатель ВЦСПС. В 1982—1985 годах — заместитель Министра авиационной промышленности СССР, в 1985-1986 годах — заместитель директора Московского авиационного завода по кадрам и быту. С 1986 года — персональный пенсионер союзного значения.
Член ЦК КПСС в 1961—1986 годах — Депутат Верховного Совета СССР. Член Президиума Верховного Совета СССР (1977—1982 гг.).

## Награды
Указом Президиума Верховного Совета СССР от 7 декабря 1973 года А. И. Шибаеву присвоено звание Героя Социалистического Труда.
Награждён 4 орденами Ленина, орденом «Знак Почёта» (1942), другими орденами, медалями.

## Память

Памятник А. И. Шибаеву в Саратове

В городе Саратове на Набережной Космонавтов А. И. Шибаеву установлен бюст.